# 에스타디오 알프레도 디 스테파노
에스타디오 알프레도 디 스테파노(스페인어: Estadio Alfredo Di Stéfano, 알프레도 디 스테파노 경기장)는 스페인 마드리드의 축구장으로, 라리가 구단 레알 마드리드 소유이다. 경기장 명칭은 레알 마드리드의 전설적인 선수 알프레도 디 스테파노의 이름을 따 명명되었다.

## 경기장 역사
2006년 5월 9일 화요일, 알프레도 디 스테파노 경기장이 레알 마드리드의 훈련 시설 내에 개장했다. 개장 경기는 레알 마드리드와 스타드 랭스 간의 50년 전 초대 유러피언컵 결승전을 재현한 경기였다. 레알 마드리드는 세르히오 라모스, 안토니오 카사노 (2골), 로베르토 솔다도 (2골), 그리고 호세 마누엘 후라도의 골로 6-1 대승을 거두었다.
이 구장은 마드리드의 마드리드-바라하스 공항 인근 발데베바스의 구단 훈련장 레알 마드리드의 도시 안에 있다.
경기장 서쪽의 주 관중석은 4,000명이 앉을 수 있는데, 동쪽에 2,000석을 도합하여 총 6,000명의 관중을 수용할 수 있다. 코로나-19 범유행과 산티아고 베르나베우 구장의 재단장에 따라, 레알 마드리드 1군은 2019-20 시즌 나머지 경기를 알프레도 디 스테파노에서 무관중 경기로 2020년 6월 14일자 에이바르와의 리그전 경기부터 치렀는데, 이 경기에서 3-1로 이겼다. 2020년 9월 6일, 스페인 국가대표팀은 사상 처음으로 이 구장에서 무관중으로 경기를 치렀는데, 우크라이나와의 네이션스리그 경기에서 4-0으로 이겼다. 이듬해에는 첼시와 레알 마드리드 간 챔피언스리그 4강 1차전 경기도 주최했는데, 결과는 1-1 무승부였다.
이 구장은 내부 열선과 친환경 태양발전기 등 최첨단 시설이 완비되어 있다. 텔레비전실도 2개소 마련되어 있고, TV 해설방도 4곳이며, 라디오 해설방도 10개소나 된다. 기자석 28석과 해설자 전용석 32석도 마련되어 있다. 또한 오프사이드 위치를 판정할 카메라 거치대도 있으며, 주 카메라와 근접 카메라 거치대도 있다. 자체 언론사를 운영하는 개인 언론인은 경기장과 같은 높이에서 기자회견실, 촬영실, 선수 출입구역, TV 스튜디오 근처를 차지한다.

## 스페인 국가대표팀 경기
스페인 국가대표팀은 우크라이나와 스위스와의 2020-21년 네이션스리그 두 경기를 디 스테파노 경기장에서 치렀다.
| # | 대회                   | 날짜             | 상대       | 결과 | 관중 수 | 스페인 득점자                                 |
| - | ---------------------- | ---------------- | ---------- | ---- | ------- | --------------------------------------------- |
| 1 | 2020-21년 네이션스리그 | 2020년 9월 6일   | 우크라이나 | 4–0  | 0       | 세르히오 라모스 (2골), 안수 파티, 페란 토레스 |
| 2 | 2020-21년 네이션스리그 | 2020년 10월 10일 | 스위스     | 1–0  | 0       | 미켈 오야르사발                               |